# Tetrafluoreto de urânio

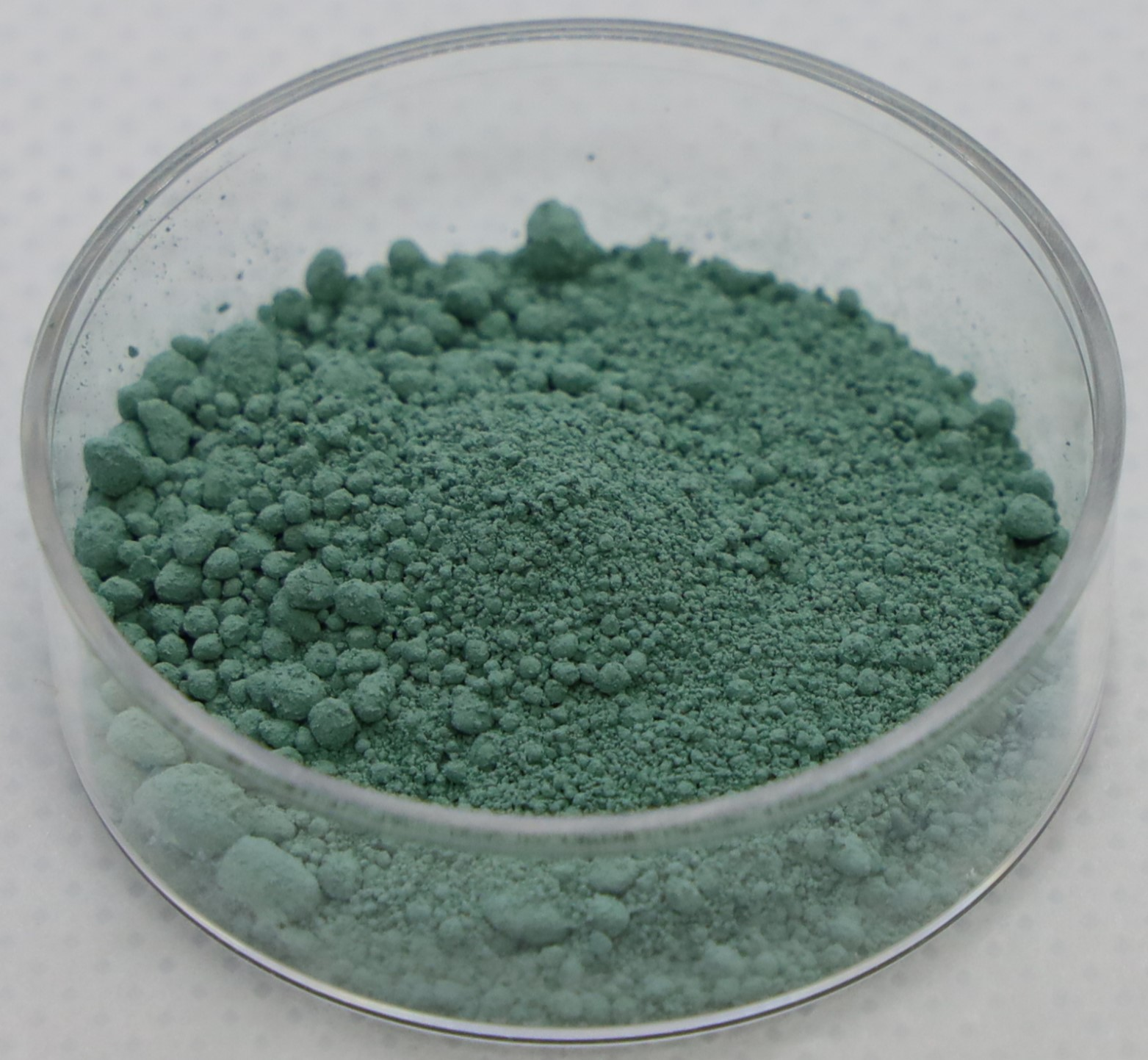
Tetrafluoreto de urânio

Tetrafluoreto de urânio é o composto inorgânico com a fórmula UF4. É um sólido verde com pressão de vapor insignificante e baixa solubilidade em água. O urânio em seu estado tetravalente (uranoso) é importante em vários processos tecnológicos. Na indústria de refino de urânio é conhecido como sal verde.
O UF4 é preparado a partir do UO2 em um leito fluidizado por reação com fluoreto de hidrogênio. O UO2 é derivado de operações de mineração. Cerca de 60 mil toneladas são preparadas dessa maneira anualmente. Uma impureza comum é UO2F2. O UF4 também é suscetível à hidrólise.
Como a maioria dos fluoretos metálicos binários, o UF4 é um polímero inorgânico denso e altamente reticulado. Conforme estabelecido pela cristalografia de raios X, os centros U são oito coordenados com esferas de coordenação antiprismáticas quadradas. Os centros de flúor são duplamente interligados.